# 科兹马·伊什特万
科兹马·伊什特万（匈牙利語：Kozma István，1939年11月27日—1970年4月9日），匈牙利男子摔跤运动员。他曾代表匈牙利参加1960年、1964年和1968年夏季奥林匹克运动会摔跤比赛，共获得二枚金牌。